# Црква Светог цара Константина и царице Јелене у Београду
Црква Светог цара Константина и царице Јелене (или Вождовачка црква) је православни саборни храм насеља Вождовац у Београду. Добио је свој назив почетком 20. века, тачније од 1903, након доласка на престо краља Петра I Карађорђевића. На овом месту је вожд Карађорђе са својим устаницима у току 1806. логоровао, окупљао војску и са овог предграђа полазио на Београдску тврђаву приликом њеног освајања.
Храм је сазидан 1911. године на данашњем месту, након извесног застоја у градњи услед неспоразума око одабира места градње. Нажалост, храм је у периоду од 1912–1919. делио судбину свог народа. Био је опљачкан, однесено је једно звоно, кров је брзо попустио, зидови су се размакли, а мало кубе на средини крова је утонуло и претило да се сруши.
Обновом цркве је руководио архитекта Драгомир Тадић.
Цркву је живописао академски сликар Милић од Мачве, по благослову патријарха Германа. Историчари уметности су овај рад окарактерисали као увод у ренесансу управо зато што су Милићеве фигуре ослобођене било каквог шематизма и школе. У потпуности је негирао традицију иконописа.
Живопис парохијског дома осликао је Војислав Луковић, дипл. сликар из Београда, а освештао Патријарх Иринеј на стогодишњицу храма, 2011. године.
Црква Светог Константина и Јелене слави 27. септембра Крстовдан као преславу храмовне славе светитеља захваљујући чијој ревности је и пронађен часни крст на ком је распет Господ Исус Христос, јер чува велику светињу-частицу Часног и Животворног Крста која је уграђена у повећи Крст. Патријарх Герман је након обиласка Свете Земље у току Страсне седмице и Ускрса 1959. године даровао Вождовачку цркву овом драгоценошћу.